# 张温 (东吴)
張溫（193年—230年），字惠恕，吳郡（治今江苏省苏州市）人。三國時東吳大臣。

## 生平
張溫父親張允有輕視錢財，重視士人的節操而聞名於州郡，孫權任命他為東曹掾。
張溫出身江東大族，史書記載他「少脩節操，容貌奇偉」，孫權聽說他的事蹟，大司農劉基及太常顧雍也都稱讚他。孫權於是引見他，無論文辭占對都令人眼前一亮，孫權亦更為欣賞他。備受重用，拜議郎，選曹尚書，又遷任太子太傅。
吳王黃武三年（224年），以輔義中郎將身份出使蜀漢，孫權原先害怕諸葛亮會有意留難張溫，但張溫不擔心。在呈上蜀漢朝廷的文書刻意稱頌蜀漢，以表明和解的誠意，重建兩國關係。他在蜀漢表現出色，得蜀漢朝廷重視，并賞賜張溫蜀錦。
張溫在離開前受到百官餞行，唯獨秦宓還沒到，秦宓被諸葛亮幾番催促後，張溫直接對到場的秦宓辯論，與秦宓依次問答，秦宓連聲應對，受到張溫敬佩。回東吳後不久，被調進豫章的軍隊，事業上再無進展。
孫權一方面介懷他出使蜀漢時稱頌蜀漢，又嫌他聲名太盛，恐怕張溫不會盡忠地由他任用。當時正好碰上暨豔事件，暨豔是張溫引薦的臣子，但他濫用職權，升遷評定等只看自己喜惡。事件被揭發後暨豔及同黨徐彪都自殺。孫權見此，於是以張溫與暨豔、徐彪等人多有來往而下罪張溫，後更將張溫發還到家鄉吳郡。將軍駱統曾上書為張溫辯解，但孫權不理會。
六年後，張溫病逝。
张温有姐妹三人，皆有节行。张温二妹嫁给顾承，因受张温牵连被改嫁丁氏，于成婚日饮药自杀。张温弟张白娶陆绩女陸鬱生。

## 演義記載
在鄧芝奉諸葛亮之命至東吳成功修復外交關係後，被孫權派遣為回禮的使者，與鄧芝一同入蜀；但在蜀漢君臣面前卻表現得驕傲自大，在酒宴中被當時處於酒醉狀態的蜀漢官員秦宓闖入，張溫即以「天」為題向秦宓挑起舌戰，被秦宓一番言語辯駁至無言以對，只能退席自嘆。

## 延伸阅读
[在维基数据编辑]
 《三國志/卷57》，出自陳壽《三國志》